# Befehlshaber
Ein Befehlshaber ist im Allgemeinen ein hochrangiger militärischer Führer von Einsatzkräften.

## Geschichte
In historischen Dokumenten wird der Begriff „Befehlshaber“ für einen militärischen Vorgesetzten mit Befehlsbefugnis, unabhängig von der Größe der ihm unterstellten Truppenteile, verwendet.
So institutionalisiert etwa Carl von Clausewitz den Befehlshaber nicht als einen expliziten Dienstposten auf einer bestimmten Führungsebene, sondern sieht ihn als taktischen Führer. Obwohl er den Begriff mit Großverbänden ab der Divisionsebene in Verbindung bringt, legt er sich nicht auf eine bestimmte Größe der zu führenden Verbände fest, sondern verweist vielmehr darauf, dass Gefechtsformationen in Abhängigkeit von den individuellen Umständen einen eigenen Befehlshaber erfordern.
Demnach ist dieser zum Beispiel für einen beliebigen Truppenteil unerlässlich, der durch die räumlichen Gegebenheiten nicht, beziehungsweise schlecht, durch das höhere Kommando geführt werden kann.
Eine administrative Bedeutung des Begriffs Befehlshaber beschreibt die „Disciplinar-Strafordnung für das deutsche Reichsheer“ vom 22. April 1849. In diesem Fall ist der Befehlshaber – als Inhaber der Kommandogewalt und als Verantwortlicher für die Disziplin – am ehesten mit einem heutigen Disziplinarvorgesetzten vergleichbar – vom Kompaniechef bis zum Inspekteur, also auch hier unabhängig von der Größe der geführten Einheit.
In der Reichswehr und der Wehrmacht befehligten Befehlshaber in der Regel Großverbände von der Armee an aufwärts.

## Bundeswehr
Bei der Bundeswehr ist Befehlshaber die Bezeichnung einer Dienststellung. Befehlshaber stehen in der Regel an der Spitze von höheren Kommandobehörden, denen Einsatzverbände unterstellt sind, oder in der territorialen Wehrorganisation. Heute werden als Befehlshaber bspw. die Leiter des Einsatzführungskommandos der Bundeswehr und des Multinationalen Kommandos Operative Führung bezeichnet.  Der Befehlshaber des Territorialen Führungskommandos der Bundeswehr ist zugleich der Nationale Territoriale Befehlshaber. Die Dienstposten sind für Generalleutnante oder Vizeadmirale vorgesehen.
Vor der Neuausrichtung der Bundeswehr wurden Befehlshaber die Leiter von Heeresführungskommando, Luftwaffenführungskommando, Flottenkommando, Streitkräfteunterstützungskommando und Sanitätsführungskommando genannt sowie in der territorialen Wehrorganisation die Führer der Wehrbereichskommandos und Territorialkommandos. Bis zur Umbenennung in den Kontingentführer im Einsatzgebiet wurde der truppendienstliche Vorgesetzte des jeweiligen deutschen Einsatzkontingents, der in der Regel nicht für operative Aufgaben zuständig ist, als Nationaler Befehlshaber im Einsatzgebiet bezeichnet.

## NATO
Bei der Übersetzung von Bezeichnungen von NATO-Befehlshabern richtet sich die genaue Bezeichnung nach der Führungsebene innerhalb der NATO-Kommandostruktur.
Bis zur Inkraftsetzung der aktuell gültigen Struktur wurde unterschieden zwischen Major NATO Commanders (Oberste NATO-Befehlshaber), Major Subordinate Commanders (Oberbefehlshaber) und Principal Subordinate Commanders (Befehlshaber).
In der aktuellen Struktur finden sich Oberste NATO-Befehlshaber auf der (militär-)strategischen Ebene mit dem Obersten Alliierten Befehlshaber Europa (Supreme Allied Commander Europe – SACEUR) und dem Obersten Alliierten Befehlshaber Transformation (Supreme Allied Commander Transformation – SACT).
Auf der operativen Ebene, mit den Allied Joint Force Commands in Brunssum und Neapel werden streitkräftegemeinsam die Verbände von Oberbefehlshaber geführt.
An der Spitze der Teilstreitkräfte stehen die Component Commanders, die Befehlshaber.
Im Übrigen wird die Bezeichnung Befehlshaber von Fall zu Fall (zum Beispiel nach regionaler Zuordnung) festgelegt.

## Sonderfälle

### Zeit des Nationalsozialismus
In der Zeit des Nationalsozialismus wurden die Bezeichnungen Befehlshaber und Oberbefehlshaber zum Teil auch als Dienststellen- und gleichzeitiger Dienstpostenbezeichnung geführt (zum Beispiel Befehlshaber der Sicherheitspolizei und des SD).

### Völkerstrafrecht
Weit gefasst ist die Bezeichnung Befehlshaber im Völkerstrafrecht.
Analog zum Artikel 28 des Römischen Statuts des Internationalen Strafgerichtshofs steht gemäß Völkerstrafgesetzbuch (VStGB § 4 Abs. 2) „einem militärischen Befehlshaber […] eine Person gleich, die in einer Truppe tatsächliche Befehls- oder Führungsgewalt und Kontrolle ausübt.“ Das heißt, dass nicht die formale Befehlsgewalt entscheidend ist, sondern das in der jeweiligen Situation bestehende Befehls- und Weisungsverhältnis, das unter anderem in der Vorgesetztenverordnung geregelt ist. Ein Befehlshaber kann somit ein militärischer oder ein ziviler Vorgesetzter sein.

### Oberbefehlshaber nationaler Streitkräfte
Als Oberbefehlshaber wird häufig die oberste zivile oder militärische Instanz, die für das Militär oder großer Teile von Streitkräften verantwortlich ist, bezeichnet.